# Close My Eyes Forever
"Close My Eyes Forever" é uma balada de heavy-metal dos músicos britânicos Lita Ford e Ozzy Osbourne.
A canção faz parte do álbum Lita, lançado em 1988.
Este é o segundo single do Ozzy que atingiu o top 40 da Billboard Hot 100, atingindo a posição número 8. O single ainda atingiu a posição n.2 da Billboard's Mainstream Rock Tracks.
Esta canção faz parte do jogo Karaoke Revolution Presents: American Idol Encore.

## Certificações e Desempenho nas Paradas Musicais
| Ano  | Single                  | Posição nas Paradas Musicais | Posição nas Paradas Musicais | Posição nas Paradas Musicais | Posição nas Paradas Musicais | Posição nas Paradas Musicais | Certificação (sales threshold) | Album |
| Ano  | Single                  | US                           | US Main                      | NZ                           | UK                           | SWE                          | Certificação (sales threshold) | Album |
| ---- | ----------------------- | ---------------------------- | ---------------------------- | ---------------------------- | ---------------------------- | ---------------------------- | ------------------------------ | ----- |
| 1989 | "Close My Eyes Forever" | 8                            | 25                           | 16                           | 47                           | 14                           | - US: Gold                     | Lita  |